# Comté de Mount Morgan
Le comté de Mount Morgan était une zone d'administration locale située dans l'est de l'État du Queensland en Australie.
Le 15 mars 2008, le comté a fusionné avec la ville de Rockhampton et les comtés de Fitzroy et de Livingstone pour former la région de Rockhampton.
Le comté comprenait les villes de :
- Mount Morgan ;
- Baree ;
- Hamilton Creek ;
- Horse Creek ;
- Moongan ;
- The Mine ;
- Walterhall.